# Arpa
Arpa (hy.) lub Arpaçay (az.) – rzeka w Armenii i w Azerbejdżanie. Bierze początek w Górach Zangezurskich, na wysokości 2985 m n.p.m. Uchodzi lewostronnie do Araksu, na wysokości 780 m n.p.m.
Ma 126 km lub 128 km długości. Zlewnia zajmuje powierzchnię 2630 km².
Wykorzystywana w rolnictwie do nawadniania, przez co latem dolny jej odcinek wysycha i nie dopływa do Araksu.